# Солідарне (Каховський район)
Соліда́рне — село в Україні, у Тавричанській сільській громаді Каховського району Херсонської області. Населення становить 155 осіб.

## Історія
Існує з 1925 року, до цього було німецьке поселення, біля села залишки німецького цвинтаря. 
24 лютого 2022 року село тимчасово окуповане російськими військами під час російсько-української війни.
22 червня 2023 року рішенням Національної комісії зі стандартів державної мови віднесено до списку населених пунктів, які «можуть не відповідати лексичним нормам української мови», зокрема стосуватися «російської імперської чи колоніальної політики». Громаді рекомендовано обґрунтувати доцільність збереження поточної назви або  запропонувати нову назву в установленому законодавством порядку.